# Kärlek och fotboll
Kärlek och fotboll är gruppen Åtta Bier Ti Min Fars första CD och släpptes 1992 på bandets eget skivbolag Raka Puckar Records. 

## Låtar på albumet
| Nr  | Titel                                  |  |
| --- | -------------------------------------- |  |
| 1.  | "Min gamle klasskompis"                |  |
| 2.  | "Mors o Fars pågar"                    |  |
| 3.  | "En röd moped"                         |  |
| 4.  | "Julafon '72 (Nederst på önskelistan)" |  |
| 5.  | "Ett rus"                              |  |
| 6.  | "Hellre fem smutsiga små fingrar"      |  |
| 7.  | "Kärlek och fotboll"                   |  |
| 8.  | "Ja ler som en hällörad"               |  |
| 9.  | "Upprörd"                              |  |
| 10. | "Tåget him"                            |  |
| 11. | "Ja vet var ja ska hän"                |  |
| 12. | "Tomelilla Marknad"                    |  |
| 13. | "När showen e slut"                    |  |
| 14. | "Pripps Export"                        |  |